# Galefele Moroko
Galefele Moroko est une sprinteuse botswanaise née le 16 avril 1997. Elle a participé au relais 4 × 400 mètres féminin aux championnats du monde d'athlétisme 2017.
Elle remporte le 400 m des Jeux africains de 2019 à Rabat.

## Palmarès
| Date | Compétition                          | Lieu        | Résultat | Épreuve   | Temps         |
| ---- | ------------------------------------ | ----------- | -------- | --------- | ------------- |
| 2013 | Championnats d'Afrique jeunesse (en) | Warri       | 3e       | 400 m     | 55 s 52       |
| 2014 | Jeux africains de la jeunesse        | Warri       | 3e       | 400 m     | 56 s 01       |
| 2015 | Jeux africains                       | Brazzaville | 1re      | 4 x 400 m | 3 min 32 s 84 |
| 2018 | Jeux du Commonwealth                 | Gold Coast  | 3e       | 4 x 400 m | 3 min 26 s 86 |
| 2019 | Jeux africains                       | Rabat       | 1re      | 400 m     | 51 s 30`      |
| 2019 | Jeux africains                       | Rabat       | 2e       | 4 x 400 m | 3 min 31 s 96 |
| 2024 | Championnats d'Afrique               | Douala      | 3e       | 4 × 400 m | 3 min 15 s 93 |

## Records
| Épreuve | Temps   | Lieu | Date              |
| ------- | ------- | ---- | ----------------- |
| 400 m   | 50 s 59 | Doha | 30 septembre 2019 |